# Miltiades den yngre
Miltiades den yngre (cirka 550-489 f.Kr.) var styvbrorson till Miltiades d.ä. Han gjorde sig själv till tyrann över de grekiska kolonierna i thrakiska Chersonesos omkring 516 f.Kr., då han med våld tog makten från sina rivaler och lät fängsla dem. Han gifte sig med Hegesipyle, dotter till kung Oloros av Thrakien. Deras son Kimon hade stort inflytande på atensk politik under 470- och 460-talet f.Kr.
Han blev vasall till kung Dareios I av Persiska riket och deltog i hans expedition mot skyterna omkring 513 f.Kr. Därefter deltog han i det joniska upproret 499 f.Kr. mot perserna, varvid han grundlade en vänskaplig relation till Aten och erövrade öarna Lemnos och Imbros (som han så småningom avträdde till Aten). Upproret blev dock nerslaget 494 f.Kr. och 492 f.Kr. flydde Miltiades till Aten för att undvika den persiska hämndinvasionen. Hans son Metiochos blev tillfångatagen av perserna och blev fånge för resten av sitt liv, men behandlades ändå med respekt, såsom varande de fakto-medlem av den persiska adeln.
Då han anlände till Aten fick Miltiades först stå till svars för sitt tyranniska styre i Chersonesos. Han framställde dock sig själv som försvarare av den grekiska friheten mot den persiska despotismen och undgick straff. Han valdes att tjäna en av de tio generalerna (strategoier) 490 f.Kr. Han får ofta äran av att ha kommit på den taktik med vilken perserna blev besegrade i slaget vid Marathon senare samma år.
Nästföljande år, 489 f.Kr., ledde Miltiades en atensk expedition bestående av sjuttio fartyg mot de grekisk-bebodda öar, som ansågs ha hjälpt perserna. Expeditionen blev dock inte framgångsrik, då flottan anföll Paros, som hade erövrats av perserna, men misslyckades med att inta ön. Miltiades drabbades av ett svårt sår i benet vid detta tillfälle och blev indisponerad. Hans misslyckande ledde till allmänt missnöje, när han återvände till Aten, vilket gav hans rivaler en möjlighet att utnyttja, att han var fallen i onåd. Då han anklagades för förräderi dömdes han till döden, men domen omvandlades till femtio talenter i böter, vilken var en gigantisk summa, som han inte hade råd med vid denna tid. Han sattes då i fängelse, där han avled, troligen av kallbrand från sitt sår.

## Utmärkelser
Asteroiden 2663 Miltiades är uppkallad efter honom.